# 閻巨源
阎巨源（8世纪—814年），唐朝将领。
唐德宗贞元十九年（803年）以胜州刺史摄行振武行军司马。当时范希朝入朝觐见，阎巨源代范希朝为振武军节度使。他是依靠勇力升官，没有智略才能。开始不识字但喜欢咬文嚼字，言多乖误，很多人拿他当做笑谈。但是性宽厚，被将卒所爱戴。后为邠宁节度使，检校左仆射。唐宪宗元和九年（814年）去世。

## 延伸阅读
[在维基数据编辑]
 《舊唐書/卷151》，出自刘昫《舊唐書》